# Kurzbahneuropameisterschaften 2019
| Kurzbahneuropameisterschaften 2019 | Kurzbahneuropameisterschaften 2019 |
| ---------------------------------- | ---------------------------------- |
|                                    |                                    |
| Veranstaltungsort                  | Glasgow                            |
| Teilnehmende Nationen              | 49                                 |
| Teilnehmende Athleten              | 539 = 305 / = 234                  |
| Entscheidungen                     | 40                                 |
| Eröffnung                          | 4. Dezember 2019                   |
| Abschluss                          | 8. Dezember 2019                   |
| Chronik                            |                                    |
| ← Kurzbahn-EM 2017                 | Kurzbahn-EM 2021 →                 |

| Medaillenspiegel (Endstand nach 40 Entscheidungen) | Medaillenspiegel (Endstand nach 40 Entscheidungen) | Medaillenspiegel (Endstand nach 40 Entscheidungen) | Medaillenspiegel (Endstand nach 40 Entscheidungen) | Medaillenspiegel (Endstand nach 40 Entscheidungen) | Medaillenspiegel (Endstand nach 40 Entscheidungen) |
| Platz                                              | Land                                               | G                                                  | S                                                  | B                                                  | Gesamt                                             |
| -------------------------------------------------- | -------------------------------------------------- | -------------------------------------------------- | -------------------------------------------------- | -------------------------------------------------- | -------------------------------------------------- |
| 1                                                  | Russland                                           | 13                                                 | 5                                                  | 4                                                  | 22                                                 |
| 2                                                  | Italien                                            | 6                                                  | 7                                                  | 7                                                  | 20                                                 |
| 3                                                  | Niederlande                                        | 5                                                  | 1                                                  | 4                                                  | 10                                                 |
| 4                                                  | Ungarn                                             | 4                                                  | 4                                                  | 3                                                  | 11                                                 |
| 5                                                  | Großbritannien                                     | 3                                                  | 4                                                  | 4                                                  | 11                                                 |
| 6                                                  | Frankreich                                         | 2                                                  | 5                                                  | 2                                                  | 9                                                  |
| 7                                                  | Polen                                              | 2                                                  | 1                                                  | 2                                                  | 5                                                  |
| 8                                                  | Griechenland                                       | 2                                                  | –                                                  | 2                                                  | 4                                                  |
| 9                                                  | Litauen                                            | 2                                                  | –                                                  | –                                                  | 2                                                  |
| 10                                                 | Deutschland                                        | 1                                                  | 5                                                  | 2                                                  | 8                                                  |
| 11                                                 | Belarus                                            | 1                                                  | 1                                                  | 1                                                  | 3                                                  |
| 12                                                 | Norwegen                                           | –                                                  | 2                                                  | –                                                  | 2                                                  |
| 13                                                 | Türkei                                             | –                                                  | 1                                                  | 1                                                  | 2                                                  |
| 14                                                 | Ukraine                                            | –                                                  | 1                                                  | –                                                  | 1                                                  |
| 14                                                 | Schweden                                           | –                                                  | 1                                                  | –                                                  | 1                                                  |
| 14                                                 | Schweiz                                            | –                                                  | 1                                                  | –                                                  | 1                                                  |
| 17                                                 | Dänemark                                           | –                                                  | –                                                  | 5                                                  | 5                                                  |
| 18                                                 | Finnland                                           | –                                                  | –                                                  | 2                                                  | 2                                                  |
| 18                                                 | Irland                                             | –                                                  | –                                                  | 2                                                  | 2                                                  |
| 20                                                 | Rumänien                                           | –                                                  | –                                                  | 1                                                  | 1                                                  |
| Gesamt                                             | Gesamt                                             | 41                                                 | 39                                                 | 42                                                 | 122                                                |

Die Kurzbahneuropameisterschaften 2019 im Schwimmen fanden vom 4. bis 8. Dezember 2019 in der schottischen Stadt Glasgow (Vereinigtes Königreich) statt und wurden vom europäischen Schwimmverband LEN organisiert. Austragungsort war das Tollcross International Swimming Centre.

## Teilnehmende Nationen
An den Kurzbahneuropameisterschaften 2019 nahmen 539 Sportler, darunter 305 Männer (m) und 234 Frauen (w) aus 49 Ländern teil:
- Albanien 4 = 2 (m) / 2 (w)
- Andorra 4 = 2 (m) / 2 (w)
- Aserbaidschan 2 = 1 (m) / 1 (w)
- Belgien 4 = 2 (m) / 2 (w)
- Bosnien und Herzegowina 4 = 1 (m) / 3 (w)
- Bulgarien 8 = 6 (m) / 2 (w)
- Dänemark 23 = 8 (m) / 15 (w)
- Deutschland 38 = 18 (m) / 20 (w)
- Estland 4 = 3 (m) / 1 (w)
- Färöer 3 = 1 (m) / 2 (w)
- Finnland 17 = 9 (m) / 8 (w)
- Frankreich 19 = 10 (m) / 9 (w)
- Georgien 2 = 2 (m) / – (w)
- Gibraltar 3 = 3 (m) / – (w)
- Griechenland 4 = 3 (m) / 1 (w)
- Großbritannien 18 = 11 (m) / 7 (w)
- Irland 19 = 13 (m) / 6 (w)
- Island 8 = 4 (m) / 4 (w)
- Israel 12 = 9 (m) / 3 (w)
- Italien 41 = 25 (m) / 16 (w)
- Kosovo 6 = 4 (m) / 2 (w)
- Kroatien 6 = 1 (m) / 5 (w)
- Lettland 3 = – (m) / 3 (w)
- Liechtenstein 2 = 1 (m) / 1 (w)
- Litauen 6 = 5 (m) / 1 (w)
- Luxemburg 6 = 5 (m) / 1 (w)
- Malta 5 = 3 (m) / 2 (w)
- Moldau 5 = 3 (m) / 2 (w)
- Niederlande 8 = 4 (m) / 4 (w)
- Nordmazedonien 2 = 1 (m) / 1 (w)
- Norwegen 13 = 8 (m) / 5 (w)
- Österreich 19 = 10 (m) / 9 (w)
- Polen 28 = 17 (m) / 11 (w)
- Portugal 11 = 6 (m) / 5 (w)
- Rumänien 3 = 3 (m) / – (w)
- Russland 34 = 23 (m) / 11 (w)
- San Marino 3 = 3 (m) / – (w)
- Schweden 17 = 7 (m) / 10 (w)
- Schweiz 8 = 5 (m) / 3 (w)
- Serbien 5 = 3 (m) / 2 (w)
- Slowakei 12 = 3 (m) / 9 (w)
- Slowenien 13 = 3 (m) / 10 (w)
- Spanien 9 = 4 (m) / 5 (w)
- Tschechien 16 = 9 (m) / 7 (w)
- Türkei 21 = 10 (m) / 11 (w)
- Ukraine 8 = 7 (m) / 1 (w)
- Ungarn 23 = 15 (m) / 8 (w)
- Belarus 10 = 7 (m) / 3 (w)
- Zypern 3 = 2 (m) / 1 (w)

## Wettbewerbe und Zeitplan
| Wettbewerbe und Zeitplan    | Wettbewerbe und Zeitplan | Wettbewerbe und Zeitplan |
| Tag                         | Morgenprogramm 9:30 Uhr bis 12:30 Uhr MESZ | Abendprogramm 17:00 Uhr bis 19:30 Uhr MESZ |
| --------------------------- | --- | --- |
| Mittwoch 4. Dezember 2019   | Vorläufe 100 m Schmetterling Männer Vorläufe 50 m Brust Frauen Vorläufe 50 m Brust Männer Vorläufe 400 m Lagen Frauen Vorläufe 400 m Freistil Männer Vorläufe 100 m Rücken Frauen Vorläufe 200 m Rücken Männer Vorläufe 4 × 50-m-Freistilstaffel Männer Vorläufe 800 m Freistil Frauen | Halbfinale 50 m Brust Männer Halbfinale 50 m Brust Frauen Finale 200 m Rücken Männer Finale 400 m Lagen Frauen Finale 400 m Freistil Männer Halbfinale 100 m Rücken Frauen Halbfinale 100 m Schmetterling Männer Finale 50 m Brust Frauen Finale 50 m Brust Männer Finale 4 × 50-m-Freistilstaffel Männer                                                                           |
| Donnerstag 5. Dezember 2019 | Vorläufe 200 m Freistil Männer Vorläufe 50 m Schmetterling Frauen Vorläufe 200 m Brust Männer Vorläufe 100 m Freistil Frauen Vorläufe 100 m Rücken Männer Vorläufe 100 m Lagen Frauen Vorläufe 400 m Lagen Männer Vorläufe 4 × 50-m-Lagenstaffel Mixed Vorläufe 1500 m Freistil Männer | Halbfinale 50 m Schmetterling Frauen Finale 200 m Freistil Männer Finale 200 m Brust Männer Halbfinale 100 m Freistil Frauen Finale 400 m Lagen Männer Finale 100 m Rücken Frauen Halbfinale 100 m Rücken Männer Halbfinale 100 m Lagen Frauen Finale 100 m Schmetterling Männer Finale 800 m Freistil Frauen Finale 50 m Schmetterling Frauen Finale 4 × 50-m-Lagenstaffel Mixed   |
| Freitag 6. Dezember 2019    | Vorläufe 100 m Brust Frauen Vorläufe 50 m Freistil Männer Vorläufe 200 m Rücken Frauen Vorläufe 100 m Brust Männer Vorläufe 200 m Schmetterling Frauen Vorläufe 200 m Lagen Männer Vorläufe 4 × 50-m-Freistilstaffel Frauen                                                            | Halbfinale 50 m Freistil Männer Finale 100 m Freistil Frauen Halbfinale 100 m Brust Männer Finale 200 m Rücken Frauen Finale 200 m Lagen Männer Finale 200 m Schmetterling Frauen Halbfinale 100 m Brust Frauen Finale 100 m Rücken Männer Finale 100 m Lagen Frauen Finale 1500 m Freistil Männer Finale 50 m Freistil Männer Finale 4 × 50-m-Freistilstaffel Frauen               |
| Samstag 7. Dezember 2019    | Vorläufe 50 m Schmetterling Männer Vorläufe 50 m Rücken Frauen Vorläufe 100 m Freistil Männer Vorläufe 200 m Freistil Frauen Vorläufe 100 m Schmetterling Frauen Vorläufe 100 m Lagen Männer Vorläufe 200 m Lagen Frauen Vorläufe 4 × 50-m-Freistilstaffel Mixed                       | Halbfinale 50 m Rücken Frauen Halbfinale 50 m Schmetterling Männer Finale 100 m Brust Frauen Halbfinale 100 m Freistil Männer Finale 200 m Lagen Frauen Halbfinale 100 m Lagen Männer Finale 200 m Freistil Frauen Finale 100 m Brust Männer Halbfinale 100 m Schmetterling Frauen Finale 50 m Schmetterling Männer Finale 50 m Rücken Frauen Finale 4 × 50-m-Freistilstaffel Mixed |
| Sonntag 8. Dezember 2019    | Vorläufe 50 m Freistil Frauen Vorläufe 50 m Rücken Männer Vorläufe 200 m Brust Frauen Vorläufe 200 m Schmetterling Männer Vorläufe 400 m Freistil Frauen Vorläufe 4 × 50-m-Lagenstaffel Männer Vorläufe 4 × 50-m-Lagenstaffel Frauen                                                   | Halbfinale 50 m Freistil Frauen Halbfinale 50 m Rücken Männer Finale 200 m Brust Frauen Finale 100 m Freistil Männer Finale 100 m Schmetterling Frauen Finale 100 m Lagen Männer Finale 400 m Freistil Frauen Finale 200 m Schmetterling Männer Finale 50 m Freistil Frauen Finale 50 m Rücken Männer Finale 4 × 50-m-Lagenstaffel Frauen Finale 4 × 50-m-Lagenstaffel Männer       |

## Ergebnisse Männer

### Freistil

#### 50 m Freistil
| Platz | Land | Athlet             | Zeit (s) |
| ----- | ---- | ------------------ | -------- |
| 1     | RUS  | Wladimir Morosow   | 20,40    |
| 2     | FRA  | Florent Manaudou   | 20,66    |
| 3     | HUN  | Maksim Lobanovskii | 20,76    |
| 4     | POL  | Paweł Juraszek     | 20,97    |
| 5     | LTU  | Simonas Bilis      | 20,98    |
| 6     | ITA  | Alessandro Miressi | 21,29    |
| 7     | ITA  | Federico Bocchia   | 21,35    |
| 7     | BEL  | Pieter Timmers     | 21,35    |

Finale am 6. Dezember 2019

 Artem Selin belegte in 21,37 s im Halbfinale Rang 10.

 Heiko Gigler belegte in 21,80 s im Vorlauf Rang 27.

 Julien Henx belegte in 21,90 s im Vorlauf Rang 33.

 Damian Wierling belegte in 21,90 s im Vorlauf Rang 33.

 Robin Grünberger belegte in 22,00 s im Vorlauf Rang 39.

 Thomas Hallock belegte in 22,07 s im Vorlauf Rang 43.

 Alexander Trampitsch belegte in 22,27 s im Vorlauf Rang 53.

 Remi Fabiani belegte in 22,62 s im Vorlauf Rang 61.

#### 100 m Freistil
| Platz | Land | Athlet             | Zeit (s) |
| ----- | ---- | ------------------ | -------- |
| 1     | RUS  | Wladimir Morosow   | 45.53    |
| 2     | ITA  | Alessandro Miressi | 45.90    |
| 3     | RUS  | Wladislaw Grinew   | 46.35    |
| 4     | FRA  | Maxime Grousset    | 46.54    |
| 5     | GBR  | Duncan Scott       | 46.58    |
| 6     | UKR  | Sergil Shevtsov    | 46.59    |
| 7     | LTU  | Simonas Bilis      | 46.63    |
| 8     | POL  | Kacper Majchrzak   | 46.80    |

Finale am 8. Dezember 2019

 Marius Kusch belegte in 46.98 s im Halbfinale Rang 10.

 Damian Wierling belegte in 47.60 s im Vorlauf Rang 18.

 Alexander Trampitsch belegte in 47.68 s im Vorlauf Rang 20.

 Thomas Hallock belegte in 48.77 s im Vorlauf Rang 42.

 Robin Grünberger belegte in 48.92 s im Vorlauf Rang 44.

 Björn Kammann belegte in 49.04 s im Vorlauf Rang 47.

 Max Mannes belegte in 49.29 s im Vorlauf Rang 51.

 Thierry Bollin belegte in 49.72s im Vorlauf Rang 59.

 Lukas Märtens belegte in 49.88 s im Vorlauf Rang 61.

 Remi Fabiani belegte in 50.00 s im Vorlauf Rang 63.

 Pit Brandenburger belegte in 50.24 s im Vorlauf Rang 65.

#### 200 m Freistil
| Platz | Land | Athlet                  | Zeit (min) |
| ----- | ---- | ----------------------- | ---------- |
| 1     | LTU  | Danas Rapšys            | 1:41.12    |
| 2     | GBR  | Duncan Scott            | 1:41.42    |
| 3     | RUS  | Michail Wekowischtschew | 1:41.52    |
| 4     | GBR  | James Guy               | 1:42.11    |
| 5     | ITA  | Stefano Ballo           | 1:42.33    |
| 6     | ITA  | Filippo Megli           | 1:42.77    |
| 7     | IRL  | Jack McMillan           | 1:43.69    |
| 8     | IRL  | Jordan Sloan            | 1:44.56    |

Finale am 5. Dezember 2019

 Noè Ponti belegte in 1:45.45 min im Vorlauf Rang 25.

 Lukas Märtens belegte in 1:46.04 min im Vorlauf Rang 28.

 Max Mannes belegte in 1:46.43 min im Vorlauf Rang 33.

 Pit Brandenburger belegte in 1:47.26 min im Vorlauf Rang 39.

 Alexander Trampitsch belegte in 1:47.32 min im Vorlauf Rang 40.

 Remi Fabiani belegte in 1:48.80 min im Vorlauf Rang 47.

 Xaver Gschwentner belegte in 1:49.74 min im Vorlauf Rang 50.

#### 400 m Freistil
| Platz | Land | Athlet              | Zeit (min) |
| ----- | ---- | ------------------- | ---------- |
| 1     | LTU  | Danas Rapšys        | 3:33.20 CR |
| 2     | GBR  | Thomas Dean         | 3:37.95    |
| 3     | ITA  | Gabriele Detti      | 3:38.06    |
| 4     | ITA  | Matteo Ciampi       | 3:38.96    |
| 5     | HUN  | Balázs Holló        | 3:39.06    |
| 6     | NOR  | Henrik Christiansen | 3:39.10    |
| 7     | FRA  | David Aubry         | 3:39.99    |
| 8     | SRB  | Stefan Šorak        | 3:43.08    |

Finale am 4. Dezember 2019

 Sven Schwarz belegte in 3:45.81 min im Vorlauf Rang 22.

 Lukas Märtens belegte in 3:46.16 min im Vorlauf Rang 26.

 Fynn Minuth belegte in 3:46.85 min im Vorlauf Rang 31.

 Henning Mühlleitner belegte in 3:47.26 min im Vorlauf Rang 33.

 Pit Brandenburger belegte in 3:51.97 min im Vorlauf Rang 39.

#### 1500 m Freistil
| Platz | Land | Athlet               | Zeit (min) |
| ----- | ---- | -------------------- | ---------- |
| 1     | ITA  | Gregorio Paltrinieri | 14:17.14   |
| 2     | NOR  | Henrik Christiansen  | 14:18.15   |
| 3     | FRA  | David Aubry          | 14:25.66   |
| 4     | UKR  | Mychajlo Romantschuk | 14:32.51   |
| 5     | HUN  | Akos Kalmar          | 14:34.68   |
| 6     | GER  | Sven Schwarz         | 14:38.79   |
| 7     | CZE  | Jan Micka            | 14:38.81   |
| 8     | ITA  | Domenico Acerenza    | 14:51.49   |

Finale am 6. Dezember 2019

 Ruwen Straub belegte in 14:48.31 min im Vorlauf Rang 12.

 Lukas Märtens belegte in 15:01.41 min im Vorlauf Rang 16.

 Henning Mühlleitner ist trotz Meldung nicht zum Wettbewerb angetreten.

### Schmetterling

#### 50 m Schmetterling
| Platz | Land | Athlet            | Zeit (s) |
| ----- | ---- | ----------------- | -------- |
| 1     | RUS  | Oleg Kostin       | 22.23    |
| 2     | HUN  | Szebasztián Szabó | 22.35    |
| 3     | TUR  | Ümitcan Güreş     | 22.38    |
| 4     | EST  | Daniel Zaitsev    | 22.39    |
| 5     | FRA  | Florent Manaudou  | 22.42    |
| 6     | POL  | Marcin Cieślak    | 22.56    |
| 7     | RUS  | Alexander Popkow  | 22.59    |
| 8     | GER  | Marius Kusch      | 22.65    |

Finale am 7. Dezember 2019

 Julien Henx belegte in 23.26 s im Vorlauf Rang 23.

 Ramon Klenz belegte in 23.38 s im Halbfinale Rang 27.

 Daniel Pinneker belegte in 23.93 s im Vorlauf Rang 37.

 Heiko Gigler ist trotz Meldung nicht zum Wettbewerb angetreten.

 Noè Ponti ist trotz Meldung nicht zum Wettbewerb angetreten.

#### 100 m Schmetterling
| Platz | Land | Athlet                  | Zeit (s) |
| ----- | ---- | ----------------------- | -------- |
| 1     | GER  | Marius Kusch            | 49.06    |
| 2     | RUS  | Michail Wekowischtschew | 49.53    |
| 3     | POL  | Marcin Cieślak          | 49.75    |
| 4     | TUR  | Ümitcan Güreş           | 49.77    |
| 5     | NOR  | Tomoe Zenimoto Hvas     | 49.97    |
| 6     | ITA  | Matteo Rivolta          | 50.01    |
| 7     | RUS  | Alexander Charlamow     | 50.04    |
| 8     | ITA  | Piero Codia             | 50.63    |

Finale am 5. Dezember 2019

 Noè Ponti belegte in 50,82 s im Halbfinale Rang 13.

 Ramon Klenz belegte in 50,91 s im Halbfinale Rang 15.

 Heiko Gigler belegte in 51,78 s im Vorlauf Rang 32.

 Daniel Pinneker belegte in 52,35 s im Vorlauf Rang 37.

 Björn Kammann belegte in 52,70 s im Vorlauf Rang 41.

 Julien Henx belegte in 53,40 s im Vorlauf Rang 49.

 Xaver Gschwentner belegte in 53,50 s im Vorlauf Rang 50.

#### 200 m Schmetterling
| Platz | Land | Athlet              | Zeit (min) |
| ----- | ---- | ------------------- | ---------- |
| 1     | GRE  | Andreas Vazaios     | 1:50.23    |
| 2     | GER  | Ramon Klenz         | 1:51.51    |
| 3     | GBR  | James Guy           | 1:51.73    |
| 4     | RUS  | Alexander Kharlamov | 1:51.75    |
| 5     | RUS  | Alexander Kudashev  | 1:51.98    |
| 6     | ITA  | Alberto Razzetti    | 1:52.61    |
| 7     | BUL  | Antani Ivanov       | 1:52.96    |
| 8     | IRL  | Brendan Hyland      | 1:55.06    |

Finale am 8. Dezember 2019

 Noè Ponti belegte in 1:54.01 min im Vorlauf Rang 10.

 Fynn Minuth belegte in 1:55.57 min im Vorlauf Rang 20.

 Daniel Pinneker belegte in 1:55.78 min im Vorlauf Rang 22.

 Xaver Gschwentner belegte in 1:57.27 min im Vorlauf Rang 26.

 Patrick Staber belegte in 1:57.37 min im Vorlauf Rang 28.

 Sinan Rüegg belegte in 2:00.45 min im Vorlauf Rang 36.

### Rücken

#### 50 m Rücken
| Platz | Land | Athlet                 | Zeit (s) |
| ----- | ---- | ---------------------- | -------- |
| 1     | RUS  | Kliment Kolesnikow     | 22.75    |
| 2     | GER  | Christian Diener       | 23.07    |
| 3     | IRL  | Shane Ryan             | 23.12    |
| 4     | ROU  | Robert Andrei Glință   | 23.24    |
| 5     | GBR  | Joe Litchfield         | 23.27    |
| 6     | BLR  | Wiktar Stassjalowitsch | 23.34    |
| 7     | POL  | Kacper Stokowski       | 23.42    |
| 8     | GRE  | Apostolos Christou     | 23.51    |

Finale am 6. Dezember 2019

 Ole Braunschweig belegte in 23.63 s im Halbfinale Rang 13.

 Thierry Bollin belegte in 24.08 s im Vorlauf Rang 25.

 Björn Kammann belegte in 24.48 s im Vorlauf Rang 40.

 Thomas Hallock belegte in 24.77 s im Vorlauf Rang 45.

 Marvin Dahler belegte in 25.05 s im Vorlauf Rang 48.

 Bernhard Reitshammer belegte in 25.05 s im Vorlauf Rang 48.

 Marvin Miglbauer belegte in 25.52 s im Vorlauf Rang 52.

#### 100 m Rücken
| Platz | Land | Athlet               | Zeit (s) |
| ----- | ---- | -------------------- | -------- |
| 1     | RUS  | Kliment Kolesnikow   | 49.09    |
| 2     | GER  | Christian Diener     | 49.94 DR |
| 3     | ROU  | Robert Andrei Glință | 50.30    |
| 4     | ITA  | Simone Sabbioni      | 50.33    |
| 5     | GBR  | Luke Greenbank       | 50.39    |
| 6     | IRL  | Shane Ryan           | 50.42    |
| 7     | GRE  | Apostolos Christou   | 50.55    |
| 8     | ITA  | Lorenzo Mora         | 50.61    |

Finale am 6. Dezember 2019

 Ole Braunschweig belegte in 50.75 s im Halbfinale Rang 10.

 Thierry Bollin belegte in 51.76 s im Halbfinale Rang 16.

 Bernhard Reitshammer belegte in 51.92 s im Vorlauf Rang 25.

 Björn Kammann belegte in 53.15 s im Vorlauf Rang 44.

 Raphaël Stacchiotti belegte in 53.34 s im Vorlauf Rang 45.

 Max Mannes belegte in 54.10 s im Vorlauf Rang 51.

 Marvin Dahler belegte in 54.44 s im Vorlauf Rang 53.

 Marvin Miglbauer belegte in 55.30 s im Vorlauf Rang 54.

 Remi Fabiani belegte in 55.80 s im Vorlauf Rang 58.

#### 200 m Rücken
| Platz | Land | Athlet             | Zeit (min) |
| ----- | ---- | ------------------ | ---------- |
| 1     | POL  | Radosław Kawęcki   | 1:49.26    |
| 2     | GER  | Christian Diener   | 1:50.05    |
| 3     | GBR  | Luke Greenbank     | 1:50.09    |
| 4     | POL  | Jakub Skierka      | 1:50.51    |
| 5     | GRE  | Apostolos Christou | 1:51.24    |
| 6     | HUN  | Ádám Telegdy       | 1:51.59    |
| 7     | ITA  | Lorenzo Mora       | 1:51.69    |
| 8     | ISR  | Yakov Toumarkin    | 1:53.00    |

Finale am 4. Dezember 2019

 Ole Braunschweig belegte in 1:53.72 min im Vorlauf Rang 16.

 Lukas Märtens belegte in 1:57.30 min im Vorlauf Rang 28.

 Remi Fabiani belegte in 1:57.35 min im Vorlauf Rang 29.

 Marvin Dahler belegte in 1:59.19 min im Vorlauf Rang 31.

### Brust

#### 50 m Brust
| Platz | Land | Athlet              | Zeit (s) |
| ----- | ---- | ------------------- | -------- |
| 1     | RUS  | Wladimir Morosow    | 25.51 ER |
| 2     | TUR  | Emre Sakçı          | 25.82    |
| 3     | NED  | Arno Kamminga       | 25.84    |
| 3     | ITA  | Fabio Scozzoli      | 25.84    |
| 5     | BLR  | Ilja Schymanowitsch | 25.93    |
| 6     | ITA  | Nicolò Martinenghi  | 26.01    |
| 7     | ISL  | Anton Sveinn McKee  | 26.14    |
| 8     | SLO  | Peter John Stevens  | 26.19    |

Finale am 4. Dezember 2019

 Christopher Rothbauer belegte in 26,49 s im Halbfinale Rang 11.

 Bernhard Reitshammer belegte in 26,59 s im Halbfinale Rang 12.

 Christian vom Lehn belegte in 27,34 s im Vorlauf Rang 24.

 Yannick Käser belegte in 27,40 s im Vorlauf Rang 27.

 Valentin Bayer belegte in 27,65 s im Vorlauf Rang 33.

#### 100 m Brust
| Platz | Land | Athlet              | Zeit (s) |
| ----- | ---- | ------------------- | -------- |
| 1     | NED  | Arno Kamminga       | 56.06    |
| 2     | BLR  | Ilja Schymanowitsch | 56.42    |
| 3     | ITA  | Fabio Scozzoli      | 56.55    |
| 4     | TUR  | Emre Sakçı          | 56.58    |
| 5     | ITA  | Nicolò Martinenghi  | 56.70    |
| 6     | ISL  | Anton Sveinn McKee  | 56.79    |
| 7     | DEN  | Tobias Bjerg        | 56.98    |
| 8     | GBR  | Ross Murdoch        | 57.07    |

Finale am 7. Dezember 2019

 Ilja Schymanowitsch stellte mit 55.89 s im Halbfinale einen neuen Europarekord auf.

 Marco Koch belegte in 57.76 s im Halbfinale Rang 10.

 Christopher Rothbauer belegte in 58.35 s im Halbfinale Rang 16.

 Christian vom Lehn belegte in 59.40 s im Vorlauf Rang 25.

 Yannick Käser belegte in 59.52 s im Vorlauf Rang 27.

 Valentin Bayer belegte in 59.71 s im Vorlauf Rang 29.

 Johannes Dietrich belegte in 1:00.03 min im Vorlauf Rang 33.

#### 200 m Brust
| Platz | Land | Athlet              | Zeit (min) |
| ----- | ---- | ------------------- | ---------- |
| 1     | NED  | Arno Kamminga       | 2:02.36    |
| 2     | SWE  | Erik Persson        | 2:02.80    |
| 3     | GER  | Marco Koch          | 2:02.87    |
| 4     | ISL  | Anton Sveinn McKee  | 2:02.94    |
| 5     | RUS  | Michail Dorinow     | 2:03.39    |
| 6     | BLR  | Ilja Schymanowitsch | 2:03.69    |
| 7     | GBR  | Ross Murdoch        | 2:03.86    |
| 8     | EST  | Martin Allikvee     | 2:04.91    |

Finale am 5. Dezember 2019

 Christopher Rothbauer belegte in 2:05.31 min im Vorlauf Rang 9.

 Yannick Käser belegte in 2:07.27 min im Vorlauf Rang 14.

 Johannes Dietrich belegte in 2:08.98 min im Vorlauf Rang 19.

 Valentin Bayer belegte in 2:10.26 min im Vorlauf Rang 26.

### Lagen

#### 100 m Lagen
| Platz | Land | Athlet               | Zeit (s) |
| ----- | ---- | -------------------- | -------- |
| 1     | RUS  | Kliment Kolesnikow   | 51.15    |
| 2     | RUS  | Sergei Fessikow      | 51.59    |
| 3     | GRE  | Andreas Vazaios      | 51.62    |
| 4     | ITA  | Thomas Ceccon        | 52.03    |
| 5     | ESP  | Bruno Ortíz-Cañavate | 52.20    |
| 6     | NOR  | Tomoe Zenimoto Hvas  | 52.39    |
| 7     | GBR  | Joe Litchfield       | 52.45    |
| 8     | GBR  | Duncan Scott         | 52.57    |

Finale am 8. Dezember 2019

 Bernhard Reitshammer belegte in 52.30 s im Halbfinale Rang 9.

 Philip Heintz belegte in 52.30 s im Halbfinale Rang 12.

 Heiko Gigler belegte in 52.60 s im Halbfinale Rang 13.

 Christopher Rothbauer belegte in 54.37 s im Vorlauf Rang 29.

 Raphaël Stacchiotti belegte in 54.97 s im Vorlauf Rang 36.

 Christoph Meier belegte in 57.49 s im Vorlauf Rang 41.

#### 200 m Lagen
| Platz | Land | Athlet                | Zeit (min) |
| ----- | ---- | --------------------- | ---------- |
| 1     | GRE  | Andreas Vazaios       | 1:50.85 ER |
| 2     | NOR  | Tomoe Zenimoto Hvas   | 1:51.74    |
| 3     | GER  | Philip Heintz         | 1:52.55    |
| 4     | GBR  | Duncan Scott          | 1:53.30    |
| 5     | ISR  | Yakov Toumarkin       | 1:53.57    |
| 6     | RUS  | Daniil Passynkow      | 1:53.60    |
| 7     | POR  | Alexis Manaças Santos | 1:54.25    |
| 8     | GBR  | Joe Litchfield        | 1:54.55    |

Finale am 6. Dezember 2019

 Noè Ponti belegte in 1:55.41 min im Vorlauf Rang 13.

 Bernhard Reitshammer belegte in 1:56.56 min im Vorlauf Rang 18.

 Ramon Klenz belegte in 1:57.76 min im Vorlauf Rang 23.

 Patrick Staber belegte in 1:59.45 min im Vorlauf Rang 29.

 Raphaël Stacchiotti belegte in 1:59.46 min im Vorlauf Rang 30.

 Marius Zobel belegte in 2:00.08 min im Vorlauf Rang 35.

 Sinan Rüegg belegte in 2:00.68 min im Vorlauf Rang 38.

 Christoph Meier belegte in 2:02.32 min im Vorlauf Rang 44.

 Xaver Gschwentner belegte in 2:02.68 min im Vorlauf Rang 45.

#### 400 m Lagen
| Platz | Land | Athlet           | Zeit (min) |
| ----- | ---- | ---------------- | ---------- |
| 1     | GBR  | Max Litchfield   | 4:01.36    |
| 2     | RUS  | Ilja Borodin     | 4:03.65 EJ |
| 3     | RUS  | Daniil Passynkow | 4:04.98    |
| 4     | HUN  | Balázs Holló     | 4:05.13    |
| 5     | NED  | Arjan Knipping   | 4:06.62    |
| 6     | ITA  | Lorenzo Tarocchi | 4:06.87    |
| 7     | HUN  | Gergely Gyurta   | 4:06.95    |
| 8     | FRA  | Léon Marchand    | 4:08.18    |

Finale am 5. Dezember 2019

 Patrick Staber belegte in 4:08.30 min im Vorlauf Rang 11.

 Marius Zobel belegte in 4:10.57 min im Vorlauf Rang 14.

 Fynn Minuth belegte in 4:12.27 min im Vorlauf Rang 18.

 Christoph Meier belegte in 4:14.03 min im Vorlauf Rang 19.

 Sinan Rüegg belegte in 4:14.17 min im Vorlauf Rang 20.

### Staffel

#### 4 × 50 m Freistil
| Platz | Land           | Athleten | Zeit (min) |
| ----- | -------------- | --- | ---------- |
| 1     | Russland       | Wladislaw Grinew (Finale) Michail Wekowischtschew Kliment Kolesnikow (Finale) Wladimir Morosow (Finale) Sergei Fessikow (Vorlauf) Daniil Markow (Vorlauf) Alexander Popkow (Vorlauf) | 1:22.92    |
| 2     | Polen          | Paweł Juraszek Marcin Cieślak Karol Ostrowski Jakub Kraska | 1:23.74    |
| 3     | Italien        | Federico Bocchia (Finale) Marco Orsi Giovanni Izzo Alessandro Miressi (Finale) Leonardo Deplano (Vorlauf) Thomas Ceccon (Vorlauf)                                                    | 1:24.50    |
| 4     | Großbritannien | Scott McLay Joe Litchfield James Guy Duncan Scott | 1:24.82    |
| 5     | Ungarn         | Maksim Lobanovskii Bence Gyárfás Krisztián Takács Szebasztián Szabó | 1:25.14    |
| 6     | Österreich     | Heiko Gigler Robin Grünberger Bernhard Reitshammer Alexander Trampitsch | 1:25.48    |
| 7     | Deutschland    | Artem Selin Marius Kusch Ramon Klenz Damian Wierling | 1:25.75    |
| 8     | Belarus        | Artsiom Machekin Ruslan Skamaroshka Grigori Pekarski Jauhen Zurkin | 1:25.80    |

Finale am 4. Dezember 2019

 Luxemburg mit Julien Henx, Remi Fabiani, Raphaël Stacchiotti und Max Mannes belegte in 1:28.84 min im Vorlauf Rang 15.

#### 4 × 50 m Lagen
| Platz | Land        | Athleten | Zeit (min) |
| ----- | ----------- | --- | ---------- |
| 1     | Russland    | Kliment Kolesnikow (Finale) Wladimir Morosow (Finale) Oleg Kostin Wladislaw Grinew (Finale) Sergei Fessikow (Vorlauf) Alexander Popkow (Vorlauf) Michail Wekowischtschew (Vorlauf) | 1:30.63    |
| 2     | Ungarn      | Richárd Bohus David Horvath Szebasztián Szabó Maksim Lobanovskii | 1:32.10    |
| 3     | Belarus     | Wiktar Stassjalowitsch Ilja Schymanowitsch Jauhen Zurkin Artsiom Machekin | 1:32.29    |
| 4     | Italien     | Simone Sabbioni (Finale) Fabio Scozzoli Piero Codia Alessandro Miressi (Finale) Lorenzo Mora (Vorlauf) Marco Orsi (Vorlauf)                                                        | 1:32.51    |
| 5     | Türkei      | İskender Başlakov Emre Sakçı Ümitcan Güreş Jerome Kerim Basikoglu | 1:32.82    |
| 6     | Irland      | Conor Ferguson Darragh Greene Shane Ryan Jordan Sloan | 1:34.24    |
|       | Finnland    | Niko Maekelae Andrei Tuomola Riku Poeytaekivi Ari-Pekka Liukkonen | DSQ        |
|       | Deutschland | Christian Diener Christian vom Lehn Marius Kusch Artem Selin (Finale) Damian Wierling (Vorlauf)                                                                                    | DSQ        |
|       | Norwegen    | Markus Lie Joergen Brathen Tomoe Zenimoto Hvas Niksa Stojkovski | DSQ        |

Finale am 8. Dezember 2019

 Schweiz mit Thierry Bollin, Yannick Käser, Noè Ponti und Thomas Hallock belegte in 1:34.93 min im Vorlauf Rang 14.

 Österreich mit Bernhard Reitshammer, Christopher Rothbauer, Heiko Gigler und Robin Grünberger belegte in 1:35.44 min im Vorlauf Rang 18.

 Luxemburg mit Remi Fabiani, Raphaël Stacchiotti, Julien Henx und Max Mannes belegte in 1:37.34 min im Vorlauf Rang 21.

## Ergebnisse Frauen

### Freistil

#### 50 m Freistil
| Platz | Land | Athletin          | Zeit (s) |
| ----- | ---- | ----------------- | -------- |
| 1     | RUS  | Marija Kamenewa   | 23.56    |
| 2     | FRA  | Mélanie Henique   | 23.66    |
| 3     | DEN  | Pernille Blume    | 23.73    |
| 4     | NED  | Tamara van Vliet  | 23.83    |
| 5     | NED  | Femke Heemskerk   | 23.84    |
| 6     | GBR  | Anna Hopkin       | 23.86    |
| 7     | POL  | Katarzyna Wasick  | 23.91    |
| 8     | FRA  | Béryl Gastaldello | 24.00    |

Finale am 8. Dezember 2019

 Jessica Felsner belegte in 24.62 s im Halbfinale Rang 12.

 Nina Kost belegte in 24.81 s im Halbfinale Rang 15.

 Lisa Höpink belegte in 25.03 s im Vorlauf Rang 23.

 Nina Gangl belegte in 25.12 s im Vorlauf Rang 26.

#### 100 m Freistil
| Platz | Land | Athletin            | Zeit (s) |
| ----- | ---- | ------------------- | -------- |
| 1     | GBR  | Freya Anderson      | 51.49    |
| 2     | FRA  | Béryl Gastaldello   | 51.85    |
| 3     | NED  | Femke Heemskerk     | 51.88    |
| 4     | GBR  | Anna Hopkin         | 51.90    |
| 5     | DEN  | Pernille Blume      | 52.05    |
| 6     | ITA  | Federica Pellegrini | 52.30    |
| 7     | POL  | Katarzyna Wasick    | 52.54    |
| 8     | RUS  | Darja S. Ustinowa   | 52.85    |

Finale am 6. Dezember 2019

 Annika Bruhn belegte in 53.11 s im Halbfinale Rang 9.

 Lisa Höpink belegte in 53.44 s im Halbfinale Rang 12.

 Nina Kost belegte in 54.15 s im Vorlauf Rang 18.

 Marie Pietruschka belegte in 54.56 s im Vorlauf Rang 25.

 Maya Tobehn belegte in 54.90 s im Vorlauf Rang 29.

 Lena Opatril belegte in 55.25 s im Vorlauf Rang 34.

 Nina Gangl belegte in 55.32 s im Vorlauf Rang 37.

 Marlene Kahler belegte in 55.61 s im Vorlauf Rang 42.

 Monique Olivier belegte in 56.32 s im Vorlauf Rang 50.

 Arianna Sakellaris belegte in 57.33 s im Vorlauf Rang 54.

 Maria Ugolkova ist trotz Meldung nicht zum Wettbewerb angetreten.

#### 200 m Freistil
| Platz | Land | Athletin            | Zeit (min) |
| ----- | ---- | ------------------- | ---------- |
| 1     | GBR  | Freya Anderson      | 1:52.77    |
| 2     | ITA  | Federica Pellegrini | 1:52.88    |
| 3     | NED  | Femke Heemskerk     | 1:53.35    |
| 4     | GER  | Annika Bruhn        | 1:53.48 DR |
| 5     | CZE  | Barbora Seemanová   | 1:53.83    |
| 6     | GER  | Isabel Marie Gose   | 1:54.87    |
| 7     | SLO  | Katja Fain          | 1:55.23    |
| 8     | ITA  | Margherita Panziera | 1:55.49    |

Finale am 7. Dezember 2019

 Leonie Kullmann belegte in 1:57.33 min im Vorlauf Rang 12.

 Maya Tobehn belegte in 1:57.78 min im Vorlauf Rang 15.

 Julia Hassler belegte in 1:58.08 min im Vorlauf Rang 20.

 Marlene Kahler belegte in 1:58.09 min im Vorlauf Rang 21.

 Monique Olivier belegte in 1:58.36 min im Vorlauf Rang 22.

 Lena Opatril belegte in 1:59.19 min im Vorlauf Rang 27.

 Arianna Sakellaris belegte in 2:03.20 min im Vorlauf Rang 45.

#### 400 m Freistil
| Platz | Land | Athletin                    | Zeit (min) |
| ----- | ---- | --------------------------- | ---------- |
| 1     | ITA  | Simona Quadarella           | 3:59.75    |
| 2     | GER  | Isabel Marie Gose           | 3:59.94    |
| 3     | HUN  | Ajna Késely                 | 4:00.04    |
| 4     | GBR  | Freya Anderson              | 4:01.11    |
| 5     | LIE  | Julia Hassler               | 4:01.53    |
| 6     | RUS  | Anastassija Kirpitschnikowa | 4:01.85    |
| 7     | GER  | Leonie Kullmann             | 4:05.14    |
| 8     | ITA  | Martina Caramignoli         | 4:05.43    |

Finale am 8. Dezember 2019

 Reva Foos belegte in 4:08.02 min im Vorlauf Rang 16.

 Claudia Hufnagl belegte in 4:08.64 min im Vorlauf Rang 18.

 Marlene Kahler belegte in 4:09.16 min im Vorlauf Rang 20.

 Maya Tobehn belegte in 4:10.25 min im Vorlauf Rang 23.

 Monique Olivier belegte in 4:11.05 min im Vorlauf Rang 25.

 Lena Opatril belegte in 4:11.64 min im Vorlauf Rang 27.

 Arianna Sakellaris belegte in 4:24.43 min im Vorlauf Rang 42.

#### 800 m Freistil
| Platz | Land | Athletin                    | Zeit (min) |
| ----- | ---- | --------------------------- | ---------- |
| 1     | ITA  | Simona Quadarella           | 8:10.30    |
| 2     | HUN  | Ajna Késely                 | 8:11.77    |
| 3     | ITA  | Martina Caramignoli         | 8:12.36    |
| 4     | RUS  | Anastassija Kirpitschnikowa | 8:13.75    |
| 5     | SLO  | Tjaša Oder                  | 8:13.78    |
| 6     | LIE  | Julia Hassler               | 8:15.73    |
| 7     | GER  | Lea Boy                     | 8:22.04    |
| 8     | POR  | Diana Durães                | 8:24.85    |

Finale am 5. Dezember 2019

 Marlene Kahler belegte in 8:22.98 min im Vorlauf Rang 9.

 Celine Rieder belegte in 8:24.97 min im Vorlauf Rang 11.

 Arianna Sakellaris belegte in 9:00.80 min im Vorlauf Rang 26.

### Schmetterling

#### 50 m Schmetterling
| Platz | Land | Athletin              | Zeit (s) |
| ----- | ---- | --------------------- | -------- |
| 1     | FRA  | Mélanie Henique       | 24.56 CR |
| 2     | FRA  | Béryl Gastaldello     | 24.78    |
| 3     | DEN  | Emilie Beckmann       | 25.15    |
| 3     | DEN  | Jeanette Ottesen      | 25.15    |
| 5     | BLR  | Anastassija Schkurdaj | 25.28 EJ |
| 6     | ITA  | Elena Di Liddo        | 25.37    |
| 7     | GRE  | Anna Doudounaki       | 25.51    |
| 8     | GER  | Aliena Schmidtke      | 25.75    |

Finale am 5. Dezember 2019

 Anastassija Schkurdaj stellte schon mit 25.34 s im Halbfinale einen neuen Junioreneuroparekord auf.

 Jessica Felsner belegte in 27.33 s im Vorlauf Rang 31.

#### 100 m Schmetterling
| Platz | Land | Athletin              | Zeit (s) |
| ----- | ---- | --------------------- | -------- |
| 1     | BLR  | Anastassija Schkurdaj | 56.21 EJ |
| 2     | ITA  | Elena Di Liddo        | 56.37    |
| 3     | GRE  | Anna Doudounaki       | 56.44    |
| 4     | FRA  | Béryl Gastaldello     | 56.55    |
| 5     | ITA  | Ilaria Bianchi        | 56.92    |
| 6     | DEN  | Emilie Beckmann       | 56.99    |
| 7     | RUS  | Arina Surkowa         | 57.05    |
| 8     | GER  | Angelina Köhler       | 57.07    |

Finale am 8. Dezember 2019

 Lisa Höpink belegte in 57.41 s im Halbfinale Rang 9.

 Aliena Schmidtke belegte in 58.33 s im Vorlauf Rang 13.

 Claudia Hufnagl belegte in 1:00.65 min im Vorlauf Rang 28.

 Maria Ugolkova ist trotz Meldung nicht zum Wettbewerb angetreten.

#### 200 m Schmetterling
| Platz | Land | Athletin              | Zeit (min) |
| ----- | ---- | --------------------- | ---------- |
| 1     | HUN  | Katinka Hosszú        | 2:03.21    |
| 2     | ITA  | Ilaria Bianchi        | 2:04.20    |
| 3     | HUN  | Zsuzsanna Jakabos     | 2:05.00    |
| 4     | GBR  | Laura Stephens        | 2:06.05    |
| 5     | DEN  | Helena Rosendahl Bach | 2:06.12    |
| 6     | AUT  | Claudia Hufnagl       | 2:06.79    |
| 7     | POR  | Ana Catarina Monteiro | 2:06.95    |
| 8     | GER  | Angelina Köhler       | 2:08.92    |

Finale am 6. Dezember 2019

 Monique Olivier belegte in 2:13.25 min im Vorlauf Rang 18.

### Rücken

#### 50 m Rücken
| Platz | Land | Athletin           | Zeit (s) |
| ----- | ---- | ------------------ | -------- |
| 1     | NED  | Kira Toussaint     | 25.84    |
| 2     | FRA  | Béryl Gastaldello  | 26.03    |
| 3     | POL  | Alicja Tchórz      | 26.16    |
| 4     | ITA  | Silvia Scalia      | 26.22    |
| 5     | CZE  | Simona Kubová      | 26.32    |
| 6     | FRA  | Mathilde Cini      | 26.39    |
| 7     | DEN  | Julie Kepp Jensen  | 26.50    |
| 8     | AUT  | Caroline Pilhatsch | 26.67    |

Finale am 7. Dezember 2019

 Nina Kost belegte in 27.79 s im Vorlauf Rang 19.

 Lena Grabowski belegte in 28.73 s im Vorlauf Rang 27.

 Nina Gangl belegte in 28.76 s im Vorlauf Rang 28.

#### 100 m Rücken
| Platz | Land | Athletin            | Zeit (s) |
| ----- | ---- | ------------------- | -------- |
| 1     | NED  | Kira Toussaint      | 55.71    |
| 2     | RUS  | Marija Kamenewa     | 56.10    |
| 3     | GBR  | Georgia Davies      | 56.73    |
| 4     | UKR  | Daryna Sewina       | 56.94    |
| 5     | CZE  | Simona Kubová       | 57.08    |
| 6     | ITA  | Margherita Panziera | 57.45    |
| 7     | NOR  | Ingeborg Løyning    | 58.20    |
| 8     | ITA  | Silvia Scalia       | 58.29    |

Finale am 5. Dezember 2019

 Kira Toussaint stellte mit 55,26 s im Vorlauf und mit 55,17 s im Halbfinale neue Meisterschaftsrekorde auf.

 Caroline Pilhatsch belegte in 59,40 s im Vorlauf Rang 18.

 Nina Kost belegte in 59,43 s im Vorlauf Rang 19.

 Jenny Mensing belegte in 59,48 s im Vorlauf Rang 20.

 Lena Grabowski belegte in 1:00.88 min im Vorlauf Rang 28.

#### 200 m Rücken
| Platz | Land | Athletin             | Zeit (min) |
| ----- | ---- | -------------------- | ---------- |
| 1     | ITA  | Margherita Panziera  | 2:01.45    |
| 2     | UKR  | Daryna Sewina        | 2:02.25    |
| 3     | NED  | Kira Toussaint       | 2:03.04    |
| 4     | RUS  | Darja K. Ustinowa    | 2:04.34    |
| 5     | CZE  | Simona Kubová        | 2:04.70    |
| 6     | TUR  | Ekaterina Awramowa   | 2:06.15    |
| 7     | POL  | Zuzanna Herasimowicz | 2:06.82    |
| 8     | AUT  | Lena Grabowski       | 2:07.16    |

Finale am 6. Dezember 2019

 Jenny Mensing belegte in 2:07.18 min im Vorlauf Rang 11.

### Brust

#### 50 m Brust
| Platz | Land | Athletin           | Zeit (s) |
| ----- | ---- | ------------------ | -------- |
| 1     | ITA  | Benedetta Pilato   | 29.32 WJ |
| 2     | ITA  | Martina Carraro    | 29.60    |
| 3     | IRL  | Mona McSharry      | 29.87    |
| 4     | BLR  | Alina Zmushka      | 29.88    |
| 5     | FIN  | Ida Hulkko         | 29.95    |
| 6     | FIN  | Jenna Laukkanen    | 30.15    |
| 7     | POL  | Dominika Sztandera | 30.29    |
| 8     | SUI  | Lisa Mamié         | 30.41    |

Finale am 4. Dezember 2019

 Benedetta Pilato stellte mit 29,62 s im Vorlauf und mit 29,48 s im Halbfinale schon neue Juniorenweltrekorde auf.

 Anna Elendt belegte in 30,52 s im Halbfinale Rang 11.

 Cornelia Pammer belegte in 30,60 s im Halbfinale Rang 14.

 Lena Kreundl belegte in 30,72 s im Vorlauf Rang 18.

 Lisa Höpink belegte in 31,10 s im Vorlauf Rang 28.

 Magdalena Heimrath belegte in 32,89 s im Vorlauf Rang 47.

#### 100 m Brust
| Platz | Land | Athletin            | Zeit (min) |
| ----- | ---- | ------------------- | ---------- |
| 1     | ITA  | Martina Carraro     | 1:04.51    |
| 2     | ITA  | Arianna Castiglioni | 1:05.01    |
| 3     | FIN  | Jenna Laukkanen     | 1:05.12    |
| 4     | IRL  | Mona McSharry       | 1:05.16    |
| 5     | RUS  | Daria Chikunova     | 1:05.31    |
| 6     | SUI  | Lisa Mamié          | 1:05.34    |
| 7     | RUS  | Nika Godun          | 1:05.40    |
| 8     | BLR  | Alina Zmushka       | 1:05.47    |

Finale am 7. Dezember 2019

 Anna Elendt belegte in 1:06.95 min im Vorlauf Rang 26.

 Cornelia Pammer belegte in 1:07.87 min im Vorlauf Rang 32.

 Malin Grosse belegte in 1:07.97 min im Vorlauf Rang 35.

 Franziska Weidner belegte in 1:09.02 min im Vorlauf Rang 44.

 Anna Kroniger belegte in 1:09.71 min im Vorlauf Rang 49.

#### 200 m Brust
| Platz | Land | Athletin          | Zeit (min) |
| ----- | ---- | ----------------- | ---------- |
| 1     | RUS  | Marija Temnikowa  | 2:18.35    |
| 2     | GBR  | Molly Renshaw     | 2:19.66    |
| 3     | ITA  | Martina Carraro   | 2:19.68    |
| 4     | ITA  | Francesca Fangio  | 2:19.97    |
| 5     | RUS  | Daria Chikunova   | 2:20.53    |
| 6     | SUI  | Lisa Mamié        | 2:21.20    |
| 7     | DEN  | Thea Blomsterberg | 2:21.31    |
| 8     | SLO  | Tjaša Vozel       | 2:21.99    |

Finale am 8. Dezember 2019

 Malin Grosse belegte in 2:25.54 min im Vorlauf Rang 25.

 Magdalena Heimrath belegte in 2:28.17 min im Vorlauf Rang 35.

 Anna Kroniger belegte in 2:28.22 min im Vorlauf Rang 36.

### Lagen

#### 100 m Lagen
| Platz | Land | Athletin               | Zeit (s) |
| ----- | ---- | ---------------------- | -------- |
| 1     | HUN  | Katinka Hosszú         | 57.36    |
| 2     | RUS  | Marija Kamenewa        | 57.59    |
| 3     | FIN  | Jenna Laukkanen        | 58.62    |
| 4     | GBR  | Siobhan-Marie O’Connor | 58.68    |
| 5     | POL  | Alicja Tchórz          | 59.12    |
| 6     | AUT  | Lena Kreundl           | 59.36    |
| 7     | ITA  | Costanza Cocconcelli   | 59.51    |
| 8     | SUI  | Maria Ugolkova         | 59.70    |

Finale am 6. Dezember 2019

 Zoe Vogelmann belegte in 1:00.11 min im Halbfinale Rang 10.

 Franziska Weidner belegte in 1:01.32 min im Vorlauf Rang 22.

 Cornelia Pammer belegte in 1:01.35 min im Vorlauf Rang 23.

 Lena Grabowski belegte in 1:03.81 min im Vorlauf Rang 41.

#### 200 m Lagen
| Platz | Land | Athletin               | Zeit (min) |
| ----- | ---- | ---------------------- | ---------- |
| 1     | HUN  | Katinka Hosszú         | 2:04.68    |
| 2     | SUI  | Maria Ugolkova         | 2:06.59    |
| 3     | GBR  | Siobhan-Marie O’Connor | 2:06.74    |
| 4     | HUN  | Zsuzsanna Jakabos      | 2:07.62    |
| 5     | ITA  | Ilaria Cusinato        | 2:08.42    |
| 6     | ISR  | Anastasia Gorbenko     | 2:08.93    |
| 7     | GER  | Zoe Vogelmann          | 2:08.95    |
| 8     | CZE  | Kristýna Horská        | 2:10.08    |

Finale am 7. Dezember 2019

 Marie Pietruschka belegte in 2:11.13 min im Vorlauf Rang 9.

 Giulia Goerigk belegte in 2:12.47 min im Vorlauf Rang 16.

 Lena Kreundl belegte in 2:12.50 min im Vorlauf Rang 17.

 Franziska Weidner belegte in 2:14.93 min im Vorlauf Rang 25.

 Claudia Hufnagl belegte in 2:16.27 min im Vorlauf Rang 29.

 Lena Grabowski belegte in 2:17.00 min im Vorlauf Rang 33.

#### 400 m Lagen
| Platz | Land | Athletin           | Zeit (min) |
| ----- | ---- | ------------------ | ---------- |
| 1     | HUN  | Katinka Hosszú     | 4:25.10    |
| 2     | HUN  | Zsuzsanna Jakabos  | 4:28.76    |
| 3     | ITA  | Ilaria Cusinato    | 4:29.13    |
| 4     | RUS  | Irina Kriwonogowa  | 4:32.43    |
| 5     | SRB  | Anja Crevar        | 4:33.82    |
| 6     | SUI  | Maria Ugolkova     | 4:36.58    |
| 7     | ISR  | Anastasia Gorbenko | 4:37.92    |
|       | SLO  | Katja Fain         | DSQ        |

Finale am 4. Dezember 2019

 Claudia Hufnagl belegte in 4:38.32 min im Vorlauf Rang 11.

 Giulia Goerigk belegte in 4:45.80 min im Vorlauf Rang 22.

### Staffel

#### 4 × 50 m Freistil
| Platz | Land           | Athletinnen                                                                                         | Zeit (min) |
| ----- | -------------- | --------------------------------------------------------------------------------------------------- | ---------- |
| 1     | Frankreich     | Béryl Gastaldello (Finale) Mélanie Henique Léna Bousquin Anna Santamans Anouchka Martin (Vorlauf)   | 1:35.21    |
| 1     | Niederlande    | Tamara van Vliet Kira Toussaint Femke Heemskerk Valerie van Roon                                    | 1:35.21    |
| 3     | Dänemark       | Julie Kepp Jensen Jeanette Ottesen Emilie Beckmann Pernille Blume (Finale) Emily Gantriis (Vorlauf) | 1:35.24    |
| 4     | Russland       | Marija Kamenewa Arina Surkowa Darja S. Ustinowa Jelisaweta Klewanowitsch                            | 1:35.99    |
| 5     | Großbritannien | Anna Hopkin Siobhan-Marie O’Connor Georgia Davies Freya Anderson                                    | 1:36.18    |
| 6     | Polen          | Katarzyna Wasick Dominika Sztandera Kornelia Fiedkiewicz Alicja Tchórz                              | 1:36.90    |
| 7     | Slowenien      | Neža Klančar Katja Fain Janja Šegel Tjaša Pintar                                                    | 1:38.96    |
|       | Deutschland    | Lisa Höpink Maya Tobehn Marie Pietruschka Jessica Felsner                                           | DSQ        |

Finale am 6. Dezember 2019

 Österreich mit Nina Gangl, Lena Kreundl, Cornelia Pammer und Caroline Pilhatsch belegte in 1:40.50 min im Vorlauf Rang 11.

#### 4 × 50 m Lagen
| Platz | Land           | Athletinnen | Zeit (min) |
| ----- | -------------- | --- | ---------- |
| 1     | Polen          | Alicja Tchórz Dominika Sztandera Kornelia Fiedkiewicz Katarzyna Wasick                                                                       | 1:44.85    |
| 2     | Italien        | Silvia Scalia Benedetta Pilato (Finale) Elena Di Liddo (Finale) Silvia Di Pietro Arianna Castiglioni (Vorlauf) Federica Pellegrini (Vorlauf) | 1:44.92    |
| 3     | Russland       | Marija Kamenewa Nika Godun Arina Surkowa Darja S. Ustinowa                                                                                   | 1:44.96    |
| 4     | Dänemark       | Julie Kepp Jensen Matilde Schröder Emilie Beckmann (Finale) Pernille Blume (Finale) Caroline Erichsen (Vorlauf) Emily Gantriis (Vorlauf)     | 1:45.33    |
| 5     | Großbritannien | Georgia Davies Siobhan-Marie O’Connor Freya Anderson (Finale) Anna Hopkin Kayla van der Merwe (Vorlauf)                                      | 1:45.65    |
| 6     | Frankreich     | Béryl Gastaldello (Finale) Camille Dauba Mélanie Henique (Finale) Anna Santamans Mathilde Cini (Vorlauf) Léna Bousquin (Vorlauf)             | 1:45.85    |
| 7     | Finnland       | Lotta Upanne Veera Kivirinta Jenna Laukkanen Fanny Teijonsalo                                                                                | 1:47.41    |
| 8     | Schweden       | Hanna Rosvall Klara Thormalm Ida Liljeqvist Alma Thormalm                                                                                    | 1:47.78    |

Finale am 8. Dezember 2019

 Deutschland mit Jenny Mensing, Anna Elendt, Aliena Schmidtke und Jessica Felsner belegte in 1:48.47 min im Vorlauf Rang 9.

 Österreich mit Caroline Pilhatsch, Cornelia Pammer, Lena Kreundl und Nina Gangl wurden disqualifiziert.

## Ergebnisse Mixed

### Staffel

#### 4 × 50 m Freistil
| Platz | Land           | Athleten | Zeit (min) |
| ----- | -------------- | --- | ---------- |
| 1     | Russland       | Wladimir Morosow (Finale) Wladislaw Grinew Arina Surkowa (Finale) Marija Kamenewa (Finale) Michail Wekowischtschew (Vorlauf) Darja S. Ustinowa (Vorlauf) Jelisaweta Klewanowitsch (Vorlauf) | 1:28.31 ER |
| 2     | Großbritannien | Duncan Scott (Finale) Scott McLay Anna Hopkin Freya Anderson James Guy (Vorlauf) | 1:28.64    |
| 3     | Frankreich     | Maxime Grousset Florent Manaudou (Finale) Mélanie Henique Béryl Gastaldello (Finale) Clément Mignon (Vorlauf) Anna Santamans (Vorlauf)                                                      | 1:28.86    |
| 4     | Polen          | Paweł Juraszek (Finale) Jakub Kraska (Finale) Kornelia Fiedkiewicz Katarzyna Wasick Karol Ostrowski (Vorlauf) Konrad Czerniak (Vorlauf)                                                     | 1:30.01    |
| 5     | Italien        | Federico Bocchia (Finale) Alessandro Miressi (Finale) Silvia Di Pietro Federica Pellegrini (Finale) Leonardo Deplano (Vorlauf) Santo Condorelli (Vorlauf) Margherita Panziera (Vorlauf)     | 1:30.37    |
| 6     | Deutschland    | Artem Selin Damian Wierling Lisa Höpink Jessica Felsner | 1:31.49    |
| 7     | Belarus        | Artsiom Machekin Jauhen Zurkin Anastassija Schkurdaj Nastassia Karakouskaya | 1:31.65    |
| 8     | Irland         | Shane Ryan Jack McMillan (Finale) Mona McSharry Danielle Hill Jordan Sloan (Vorlauf) | 1:31.86    |

Finale am 7. Dezember 2019

 Österreich mit Robin Grünberger, Alexander Trampitsch, Nina Gangl und Cornelia Pammer belegte in 1:32.78 min im Vorlauf Rang 10.

#### 4 × 50 m Lagen
| Platz | Land           | Athleten | Zeit (min) |
| ----- | -------------- | --- | ---------- |
| 1     | Russland       | Kliment Kolesnikow (Finale) Wladimir Morosow (Finale) Arina Surkowa Marija Kamenewa (Finale) Sergei Fessikow (Vorlauf) Oleg Kostin (Vorlauf) Darja S. Ustinowa (Vorlauf) | 1:36.22 WR |
| 2     | Niederlande    | Kira Toussaint Arno Kamminga Joeri Verlinden (Finale) Femke Heemskerk Jesse Puts (Vorlauf)                                                                               | 1:37.12    |
| 3     | Dänemark       | Mathias Zander Rysgaard Tobias Bjerg Jeanette Ottesen (Finale) Pernille Blume (Finale) Emilie Beckmann (Vorlauf) Emily Gantriis (Vorlauf)                                | 1:38.02    |
| 4     | Belarus        | Wiktar Stassjalowitsch Ilja Schymanowitsch Anastassija Schkurdaj Nastassia Karakouskaya                                                                                  | 1:38.09    |
| 5     | Frankreich     | Florent Manaudou Théo Bussière Mélanie Henique (Finale) Béryl Gastaldello (Finale) Naele Portecop (Vorlauf) Anna Santamans (Vorlauf)                                     | 1:38.17    |
| 6     | Finnland       | Jenna Laukkanen Ida Hulkko Riku Poeytaekivi Ari-Pekka Liukkonen | 1:38.97    |
| 7     | Großbritannien | Georgia Davies Ross Murdoch Anna Hopkin Scott McLay | 1:39.14    |
| 8     | Deutschland    | Ole Braunschweig Christian vom Lehn Aliena Schmidtke Jessica Felsner | 1:39.25    |

Finale am 5. Dezember 2019

 Österreich mit Caroline Pilhatsch, Christoph Rothbauer, Heiko Gigler und Lena Kreundl belegte in 1:40.59 min im Vorlauf Rang 11.